# Gjøran Tefre
Gjøran Tefre (* 25. November 1994) ist ein norwegischer Skilangläufer.

## Werdegang
Tefre, der für den Førde IL startet, nahm von 2010 bis 2014 an Juniorenrennen und FIS-Rennen teil. Dabei wurde er im März 2012 norwegischer Juniorenmeister mit der Staffel. Zu Beginn der Saison 2014/15 hatte er in Lillehammer sein Debüt im Scandinavian-Cup und belegte dabei den 22. Platz über 15 km Freistil und den neunten Rang im Sprint. Im Dezember 2015 startete er in Lillehammer erstmals im Weltcup und errang dabei den 49. Platz im Skiathlon. In der Saison 2016/17 kam er mit vier Top-Zehn-Platzierungen auf den neunten Platz in der Gesamtwertung des Scandinavian-Cups. Anfang März 2018 holte er in Lahti bei seiner zweiten Weltcupteilnahme mit dem 14. Platz im Sprint seine ersten Weltcuppunkte. Nach Platz 51 beim Lillehammer Triple zu Beginn der Saison 2018/19, kam er im Scandinavian-Cup viermal unter den ersten Zehn. Dabei siegte er im Sprint in Madona und erreichte zum Saisonende den sechsten Platz in der Gesamtwertung und den vierten Rang in der Sprintwertung. In der Saison 2019/20 gewann er mit vier Top-Zehn-Platzierungen, darunter Platz drei über 15 km Freistil in Vuokatti, die Gesamtwertung des Scandinavian-Cups. Zudem errang er in Planica mit dem zweiten Platz zusammen mit Håvard Solås Taugbøl im Teamsprint seine erste Podestplatzierung im Weltcup. In der Saison 2021/22 errang er mit sechs Top-Zehn-Platzierungen den vierten Platz in der Gesamtwertung des Scandinavian-Cups.

## Siege bei Continental-Cup-Rennen
| Nr. | Datum        | Ort    | Disziplin       | Serie            |
| --- | ------------ | ------ | --------------- | ---------------- |
| 1.  | 1. März 2019 | Madona | Sprint Freistil | Scandinavian Cup |